# Bolsa de comercio de París

La Bolsa de comercio de París (en francés: Bourse de commerce de Paris) es un edificio de planta circular rematado con una cúpula ubicado en la rue de Viarmes, en el I distrito de París.
Utilizado originalmente como lugar para negociar el comercio de granos y otros productos básicos en una gran sala circular construida en 1763-1767, con un patio interior al aire libre que fue luego cubierto con una cúpula de hierro en 1811. Tras un gran incendio, el edificio fue asignado en 1885 a la Cámara de comercio y de industria de París, que la hizo transformar en Bolsa de comercio (antes, la Bolsa de Comercio se encontraba en los locales del Palais Brongniart). En la importante reconstrucción (1888-1889) del arquitecto Henri Blondel gran parte de la estructura fue reemplazada, aunque la disposición siguió siendo la misma, sustituyendo la cúpula por una de hierro y vidrio, cerrando la parte inferior con una mampostería de ladrillo y revistiendo todo el edificio de piedra. La cúpula del edificio fue catalogada como monumento histórico en 1986.
La ciudad de París vendió el edificio a la Cámara de Comercio de París por un franco simbólico en 1949. La bolsa estuvo funcionando allí hasta 1998, cuando continuó como un mercado electrónico en el seno de Euronext. El edificio fue luego usado para proporcionar servicios a las empresas por la Agro Paris Bourse (Syndicat Général de la Bourse de commerce de Paris). Los murales y la cúpula fueron clasificados como monumento histórico el 15 de enero de 1975. En 1989 se llevó a cabo una importante renovación.
En 2016, la alcaldía de París ofreció a François Pinault un arrendamiento de 50 años en la Bolsa de Comercio para transformar el edificio en un espacio expositivo de arte contemporáneo que albergase parte de la Colección Pinault. El proyecto fue obra de Tadao Ando y la apertura tendrá lugar a mediados de mayo de 2021.
Al lugar se puede acceder por las estaciones de metro de Louvre - Rivoli ( ) y de Les Halles ( ).

## Historia

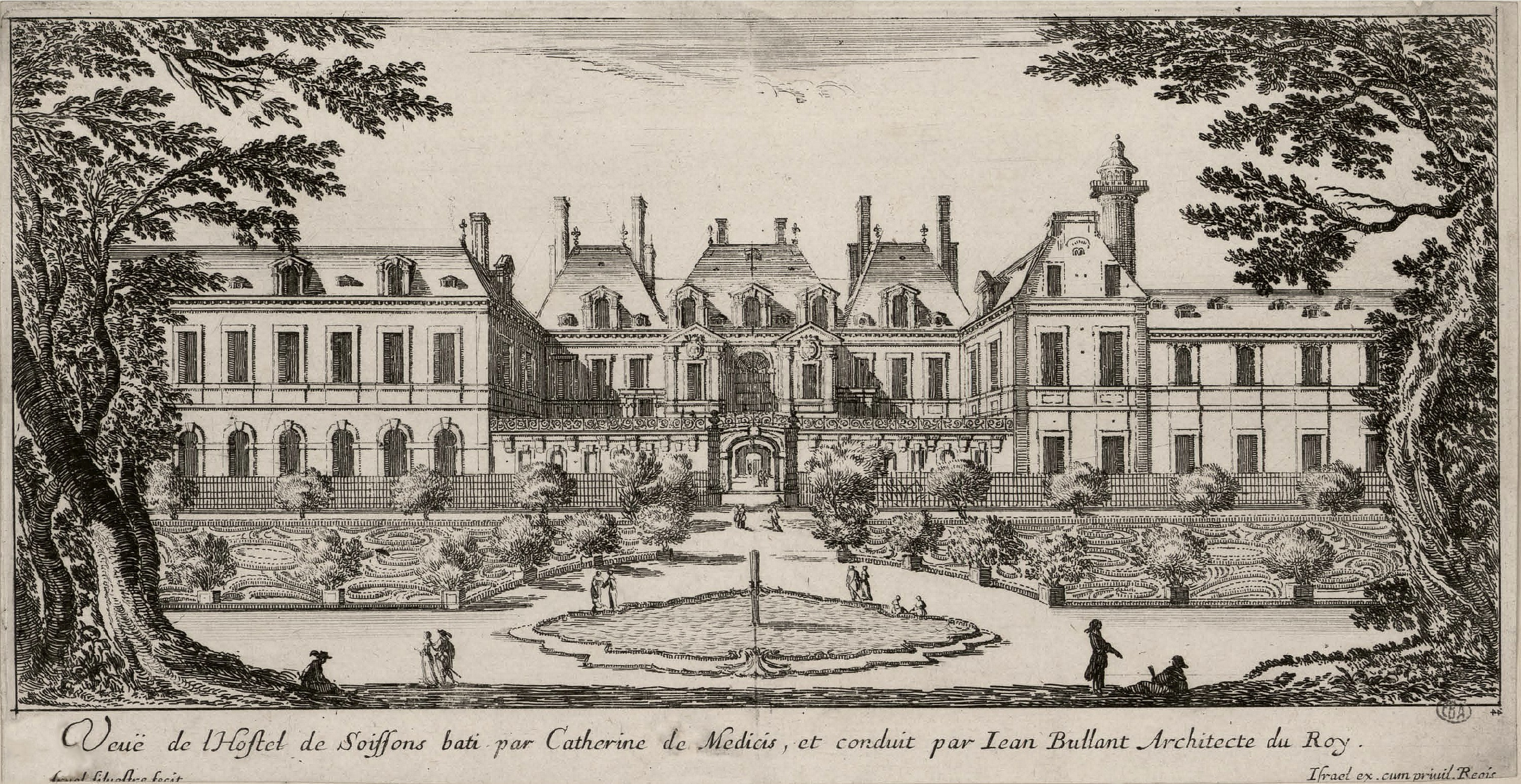
El hôtel de Soissons en el siglo XVII

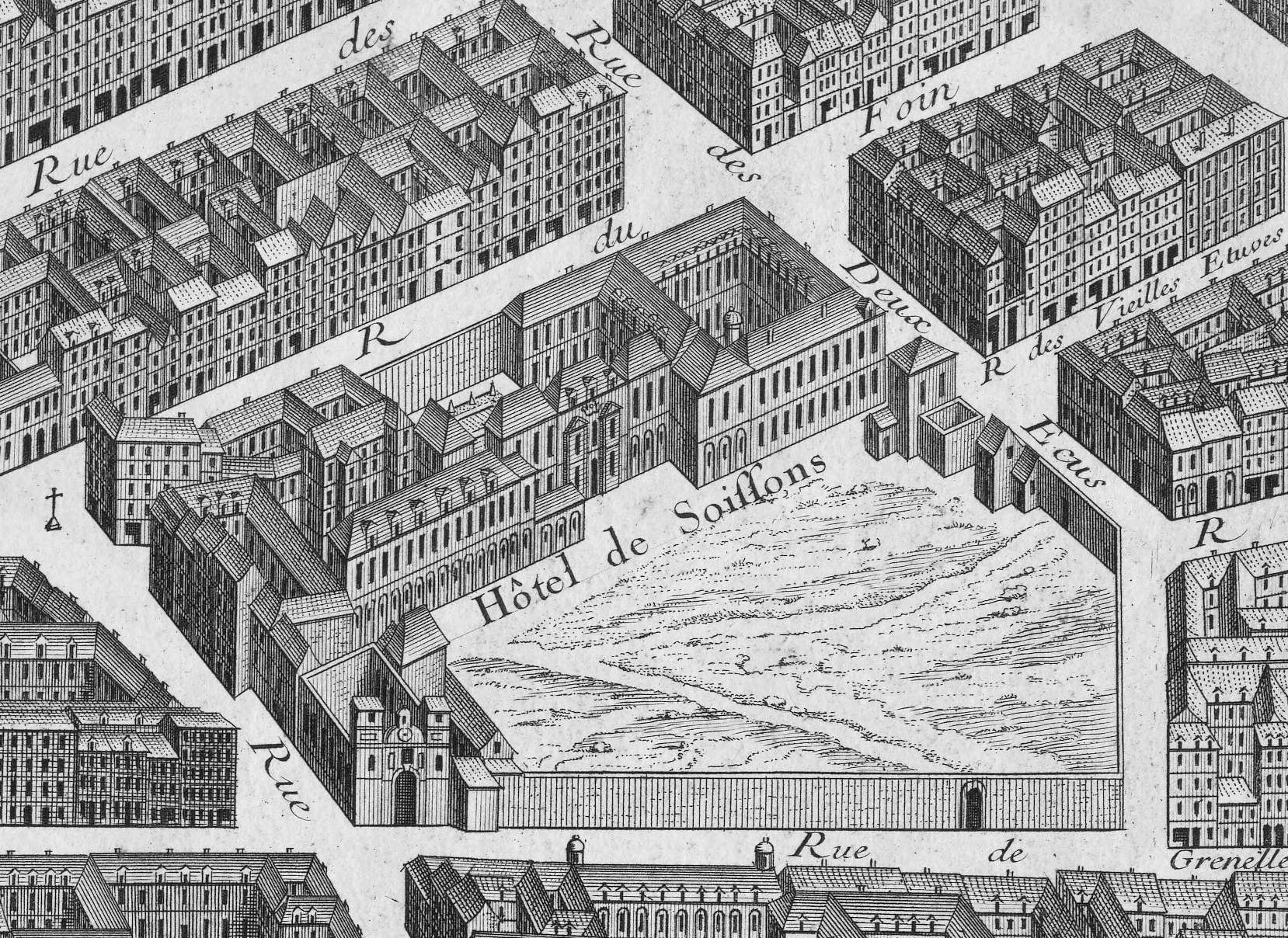
El hôtel de Soissons en 1734, en el plano de Turgot

En el lugar aproximado donde está hoy la Bolsa de comercio se encontraba antes el hôtel de Soissons que pertenecían, al principio del siglo XIII, a Jean II de Nesles. Al no tener herederos, cedió la propiedad en 1232 a San Luis, que lo ofreció a su madre, Blanca de Castilla, para hacer su residencia. Felipe el Hermoso, que lo heredó, lo ofreció en 1296 a su hermano Carlos de Valois. El edificio, luego, pasó al hijo de éste, Felipe de Valois, quien lo cedió a Juan de Luxemburgo, hijo del emperador Enrique VII, emperador del Sacro Imperio y él mismo, rey Bohemia.
Su hija, Bona de Luxemburgo, heredera del inmueble en 1327, se casó con el príncipe Jean de Normandía, futuro rey de Francia bajo el nombre de Juan el Bueno. Su hijo, Carlos, lo cedió a su vez a Amadeo VI de Saboya en 1354. Perteneció después a Luis, duque de Anjou e hijo del rey Juan. Su viuda, María de Blois, lo vendió en 1388 a  Carlos VI, que se lo ofreció a su hermano  Luis, duque de Touraine y Orléans.
A instancias del confesor del rey Carlos VIII, Jean Tisseran, aquel creó en 1498 en una parte del hôtel, un «couvent des filles repenties», mientras que el resto de los edificios se dividió entre el Condestable y el Canciller del duque de Orléans.
En 1572, Catalina de Médici abandonó súbitamente el palacio de las Tullerías que estaba haciendo construir y adquirió un edificio llamado Hôtel de Albret, compuesto por varias mansiones vecinas del convento al este. Se trasladó allí y comenzó la construcción de lo que sería el Hôtel de la Reine. La suposición según la cual una predicción sería la causa de este precipitado movimiento es la más comúnmente aceptada. No obstante es difícil saber exactamente las razones.
La reina madre compró luego desde 1572 los edificios que rodeaban el hôtel de Albret para integrarlos en su residencia. La propiedad resultante no fue aun suficiente para sus necesidades, y obtuvo el convento intercambiándolo por el de Saint-Magloire, otra propiedad que ella tenía en la rue Saint-Denis. El espacio así obtenido se convirtió en el vasto jardín que se extendía hasta la rue de Grenelle (ahora rue Jean-Jacques Rousseau). El conjunto del proyecto fue confiado al arquitecto Jean Bullant que se dedicó a él desde 1572 hasta su muerte en 1578. Posteriormente se realizaron en él durante años muchas mejoras, incluyendo en 1611 una hermoso portada erigida por Salomon de Brosse. La columna astronómica estriada, también llamada columna de Medicis, de 31 metros de altura, que todavía existe, es el único vestigio que queda de ese hôtel de la Reine. Fue erigida en 1574 en una de las esquinas del patio sur que se abría a la rue Deux-Écus (rue Berger). Su función exacta no se ha determinado nunca, pero podría haber sido utilizada para las observaciones del astrólogo personal de la reina, el florentino Côme Ruggieri que sería el autor de la predicción que antes se mencionó y que la llevó a abandonar las Tullerías.
En 1601, después de muchos problemas hereditarios causados por las deudas acumuladas por Catalina de Médicis, los herederos de la reina cedieron el hôtel a Catalina de Borbón, hermana de Enrique IV. A la muerte de ésta, fue adquirido por Carlos de Borbón, conde de Soissons, que le dio su nombre. Este último murió en 1612 y su esposa, Anne de Montafié, condesa de Soissons, continuó adquiriendo numerosas propiedades en torno al hôtel hasta 1644, cuando murió. El hôtel de Soissons presentaba entonces su aspecto y tamaño final. Más tarde pasó a su hija, María de Francia, esposa de Thomas de Saboya, príncipe de Carignan. Su hijo Manuel Filiberto lo heredó, y después su sucesor, Víctor Amadeo de Saboya, príncipe de Carignan, en 1718.
Este último estableció en el hôtel, en 1720, la Bolsa de París. Arruinado por la bancarrota de Law, tuvo que vender la propiedad en 1740. El preboste de París compró el terreno y destruyó los edificios en 1748. La columna, vendida por separado, fue adquirida por Louis Petit de Bachaumont que luego la donó a la ciudad de París

### Construcción de la Sala de Granos

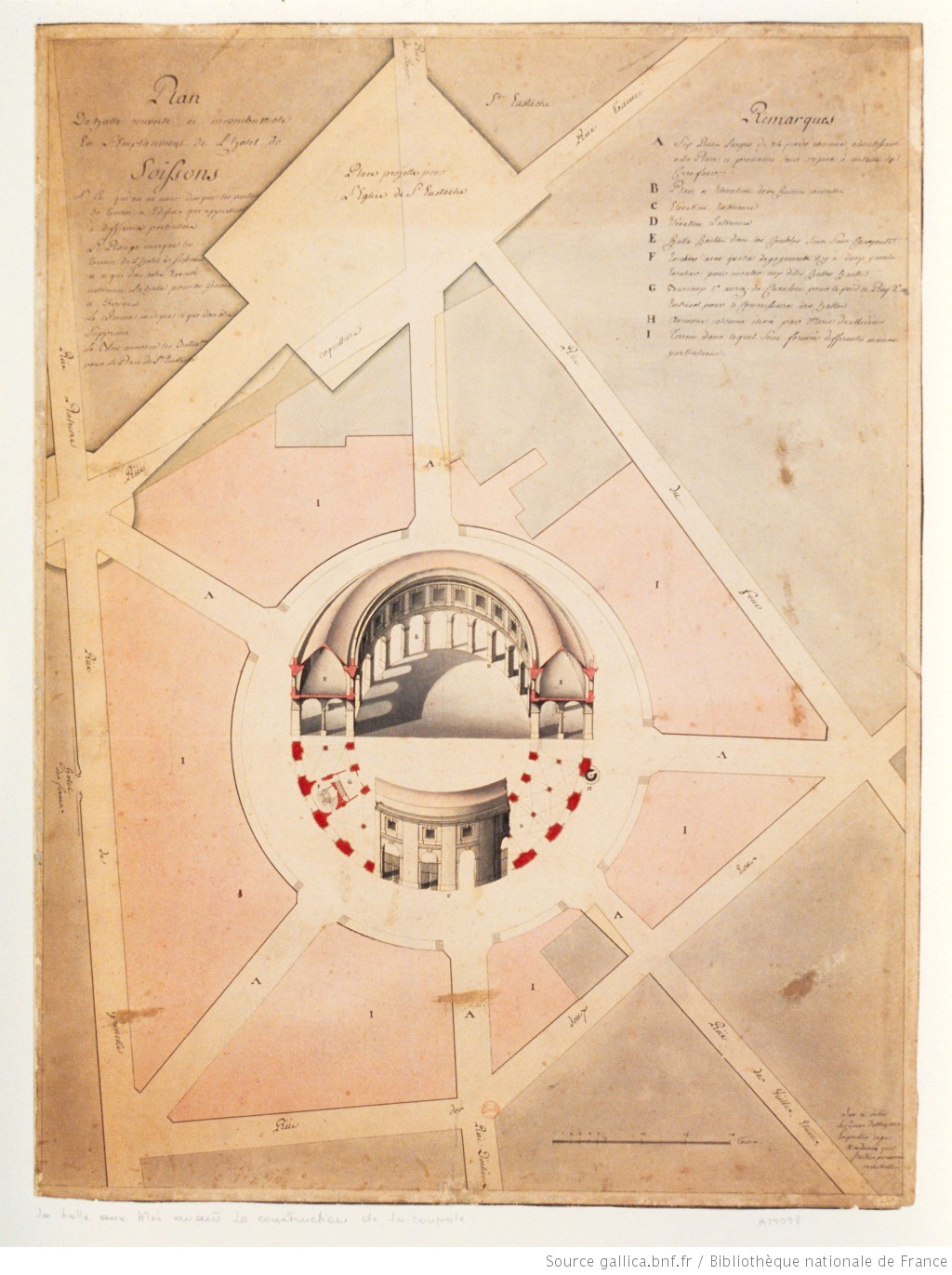
Nicolas Le Camus de Mézières, Plan de la halle aux blés, 1763.

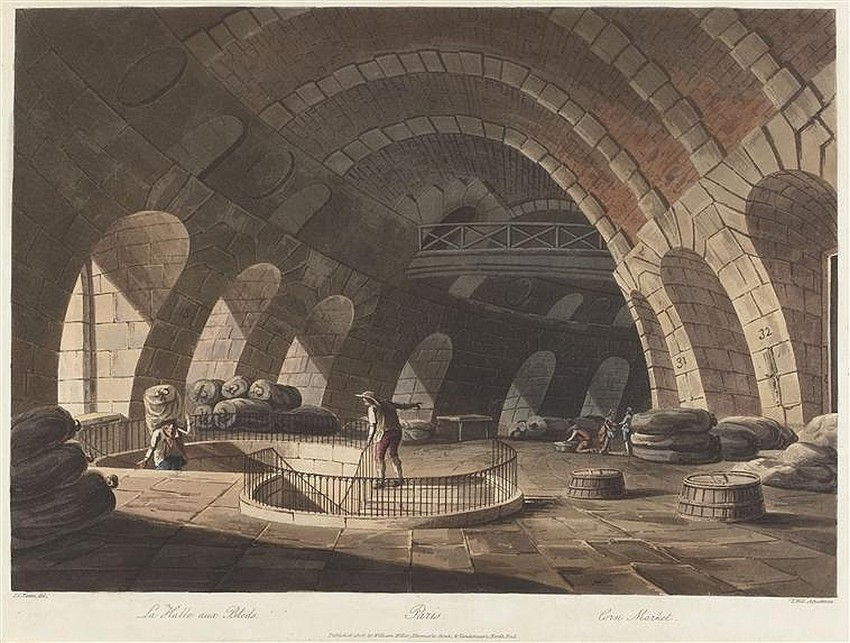
Grenier vouté de la Halle au blé avec son accès par l'escalier à double révolution.

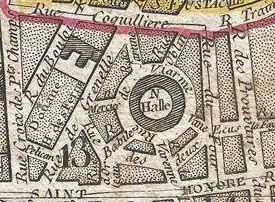
La Halle aux blés et son quartier en 1797.

Felipe Augusto había establecido Les Halles de París —los mercados mayoristas— en los Champeaux: el trigo de las llanuras de Luzarches llegaba por carretera, y el de Brie en las embarcaciones que llegaban a Port au Blé, delante del Ayuntamiento de París. Pero al ser un barrio central por él pululaba una constante multitud que complicaba la entrega de granos. Para garantizar una mayor eficiencia en el comercio de trigo —que formaba, en el siglo XVIII, el principal objeto de estudio de los economistas— se previó construir una nueva sala de granos o alhóndiga. Desde hacía tiempo, los terrenos del antiguo Hôtel de Soissons, que acechaban los acreedores del príncipe de Carignan, habían sido identificados como un lugar especialmente adecuado para este uso debido a su proximidad con el Sena, por donde circulaban las embarcaciones cargadas con el grano.
Los hermanos Bernard y Charles Oblin fundaron una compañía con el apoyo del Controlador General, Jean Moreau de Séchelles y del preboste, Pontcarré de Viarmes, a pesar de las objeciones del Parlamento de París. Los hermanos Oblin planeaban construir una gran sala cubierta, abrir calles en los alrededores y construir allí edificios cuya renta financiaría la operación. También planearon crear una estación fluvial en la llanura de Ivry.
Nicolas Le Camus de Mézières, arquitecto y teórico, fue elegido para diseñar y construir la Sala de Granos y sus alrededores entre 1763 y 1767. El terreno dibujaba un pentágono irregular. Los comerciantes estaban divididos sobre la forma que debía de darse al edificio: algunos preferían un «carreau» (rombo), donde la luz del día permitiese juzgar la calidad de los productos, mientras que otros hacían hincapié en las ventajas de un edificio cubierto para protegerse de la intemperie. Le Camus eligió un edificio de planta anular, de 122 m de circunferencia, perforado por 25 arcadas: la parte central se dejó abierta a la intemperie, pero dos galerías concéntricas interiores, abiertas al patio interior con veinticuatro arcadas y cubiertas con bóvedas que se apoyaban en columnas de orden toscano, formaban un cómodo abrigo.
Estas galerías albergaban los locales de la policía, del control de pesos y medidas y de estadísticas. En el primer piso, se encontraban los vastos graneros cubiertos con bóvedas ojivales en ladrillo, que eran accesibles mediante dos hermosas escaleras en espiral, una de las cuales era de doble revolución, como la de Chambord, para que el personal administrativo y los comerciantes no tuvieran que cruzarse con los porteadores.
El nuevo edificio fue muy admirado. Ilustraba las concepciones que empezaban a surgir: la noción de monumento público, aislado y desconectado del tejido urbano (lo que, en este caso, también tenía la ventaja añadida de reducir el riesgo de incendios); la adecuación entre la forma y la función. La sobriedad, la transparencia, el juego de volúmenes que recordaba a la arquitectura gótica, que en ese momento empezaba a ser admirada. Según Michel Gallet, este monumento racional, elegante, «fue acogido como el símbolo de un gobierno paternal y de una administración con visión de futuro, como un testimonio del celo municipal por el bien público. La actividad de la que era el teatro enseñaba a la gente que la abundancia era la recompensa del trabajo» («fut accueilli comme le symbole d'un gouvernement paternel et d'une administration prévoyante, comme un témoignage du zèle municipal pour le bien public. L'activité dont elle était le théâtre enseignait au peuple que l'abondance est la récompense du travail».)
Se había pensado mover la columna astronómica de Ruggieri para colocarla el centro del edificio, pero se tuvo que abandonar este proyecto. Por ello Le Camus se limitó a reparar el monumento, al tiempo que añadió una fuente y un reloj de sol, diseñado por el astrónomo Alexandre Guy Pingré, y la dejó en su lugar en las inmediaciones de la nueva edificación.
Alrededor de la Sala de Granos, se trazó una calle circular —la actual rue de Viarmes— de donde radiaban otras cinco vías que recibieron los nombres de los regidores y el de Oblin. Al norte, una pequeña plaza circular debía de asegurar la articulación con la gran plaza prevista frente a la iglesia de San Eustaquio. El barrio fue construido con una densa red de casas populares alrededor de estrechas vías.

### Cubierta del patio interior

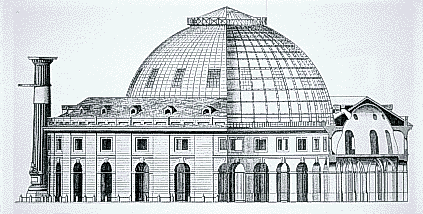
La Sala de granos después de los trabajos de Bélanger y Brunet (primera mitad del)

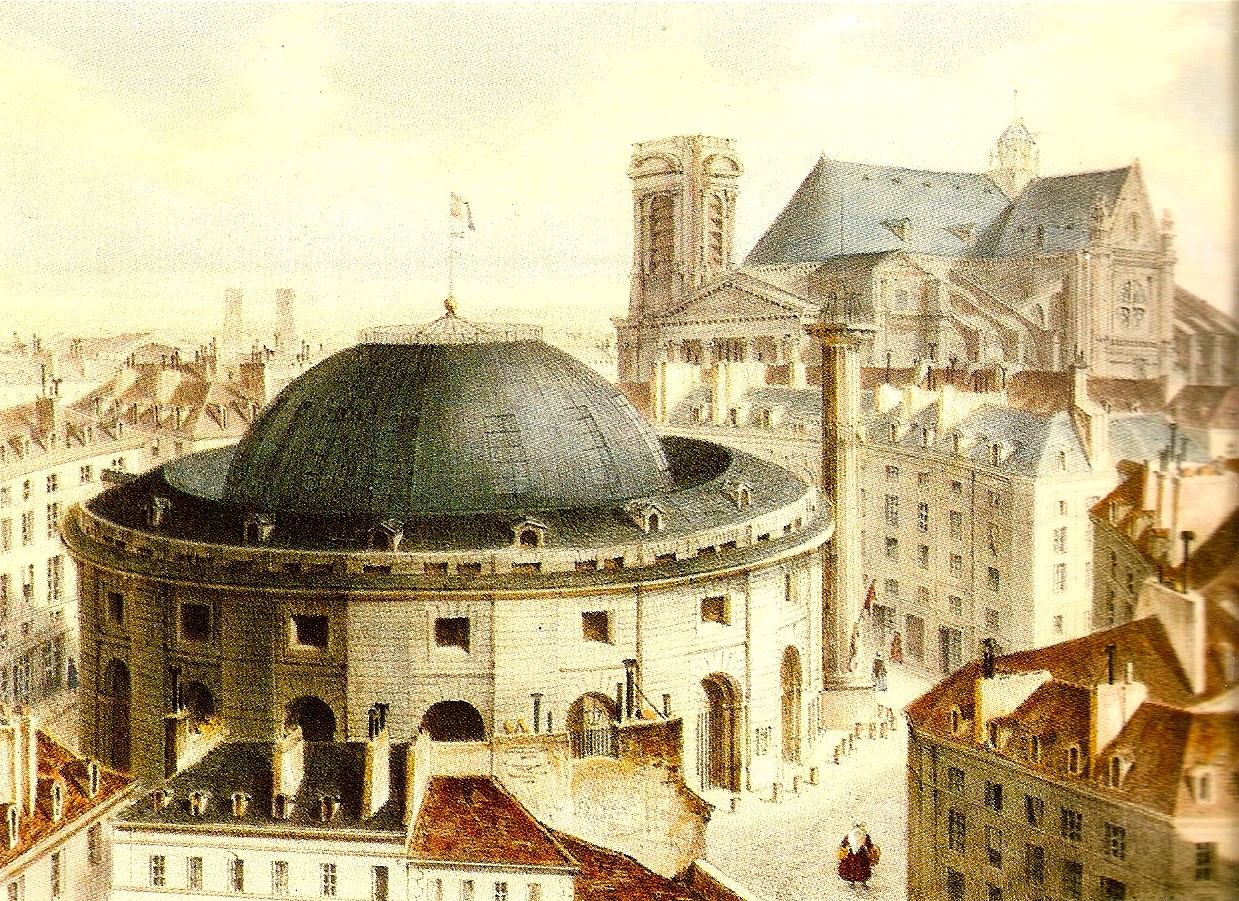
La Sala de granos en 1838

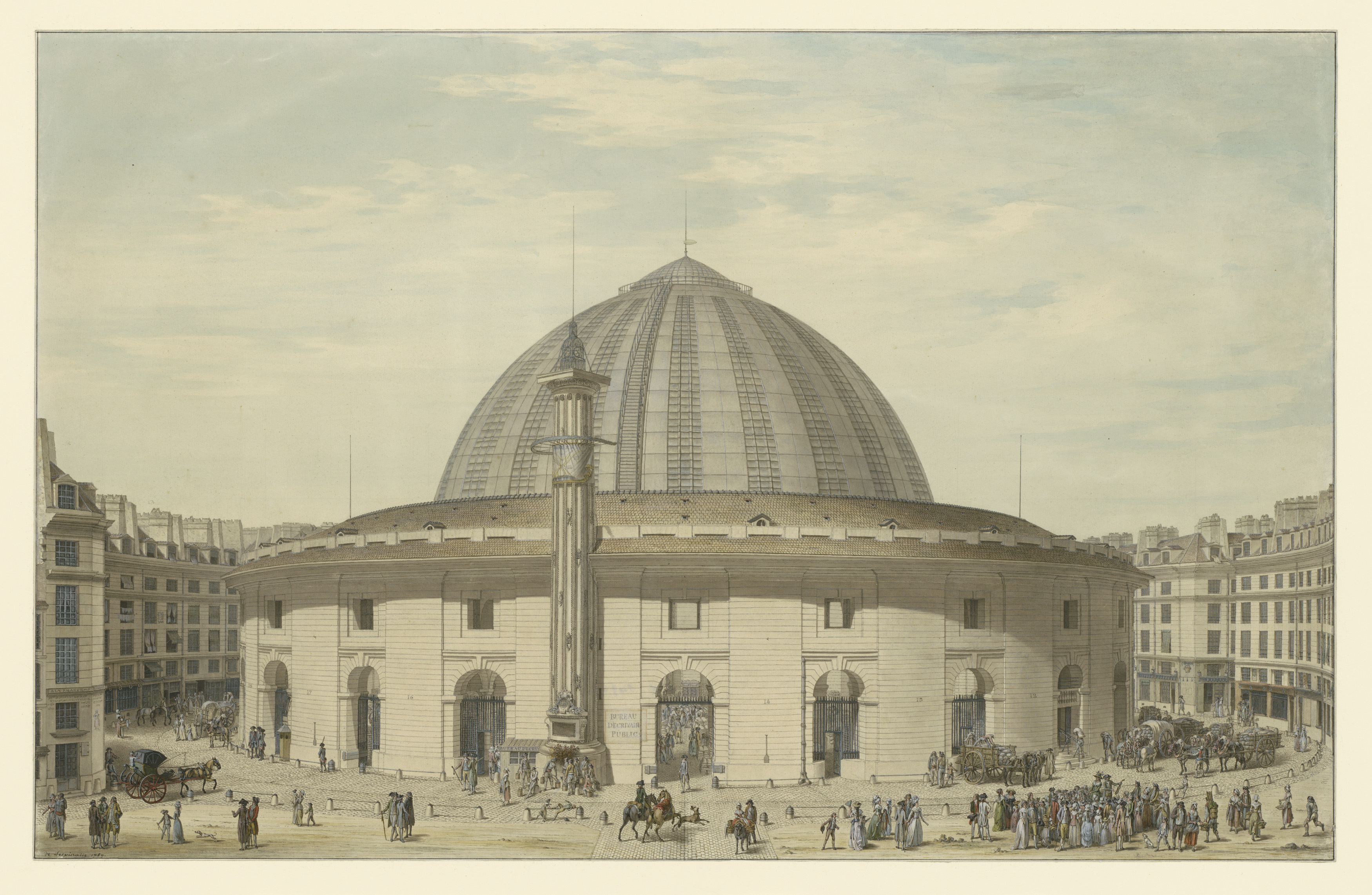
La Sala de granos después de los trabajos de Bélanger y Brunet (primera mitad del)

El patio interior fue dejado originalmente abierto, pero esto iba en detrimento de la conservación de los granos. Entre septiembre de 1782 y enero de 1783, los arquitectos Jacques-Guillaume Legrand y Jacques Molinos lo cubrieron una cúpula de carpintería, ejecutada por el carpintero André-Jacob Roubo, que demostró las cualidades de la estructura de pequeña madera diseñada por Philibert Delorme en el siglo XVI (1782-1783). Esta estructura constaba de espinas de planchas de pino separadas por chasis vidriados, cubiertas de cobre estañado y placas de plomo. Culminaba a 38 m sobre el suelo y estaba coronada por una linterna de hierro, que se menciona en las Mémoires secrets de Bachaumont (17 de noviembre de 1783) como «una de las mayores obras de cerrajería de este tipo», y rematada con una veleta y un pararrayos.
Este logro fue muy admirado, especialmente por Thomas Jefferson, entonces embajador de Estados Unidos en París. No dudó en compararla con la cúpula de la Basílica de San Pedro de Roma.[cita requerida] Según Arthur Young, en Voyages en France:

(...) la cosa más hermosa que he visto en París es la Sala de granos […] [la cúpula] es tan ligera como si hubiera sido suspendido por la mano de las hadas. En la arena, guisantes, habas, lentejas se venden allí. En las divisiones de los alrededores hay harina sobre los bancos. Se entra por las dobles escaleras que giran una sobre la otra a apartamentos espaciosos para meter el centeno, la cebada, la avena, todo tan bien planificado y ejecutado que no conozco ningún edificio público en Francia o en Inglaterra que lo supere.
«la plus belle chose que j'ai vue dans Paris c'est la halle aux blés […] [la coupole] est aussi légère que si elle avait été suspendue par la main des fées. Dans l'arène, que de pois, de fèves, de lentilles on y vend. Dans les divisions d'alentour il y a de la farine sur les bancs. On passe par des escaliers doubles tournant l'un sur l'autre dans des appartements spacieux pour mettre du seigle, de l'orge, de l'avoine, le tout si bien projeté et si bien exécuté que je ne connais aucun bâtiment public en France ou en Angleterre qui le surpasse.»
Voyages en France, Arthur Young

La cúpula fue destruida por un incendio en 1802. Su reconstrucción, entre 1806 y 1811 se encargó al arquitecto François-Joseph Bélanger y al ingeniero François Brunet. Era de hierro y estaba cubierta originalmente con láminas de cobre, que fueron reemplazadas en 1838 por vidrios. El uso del hierro y del cobre fue un trabajo pionero, que Victor Hugo, que la comparó en su novela Nuestra Señora de París con una gorra jockey, no apreciaba.

### La bolsa de comercio

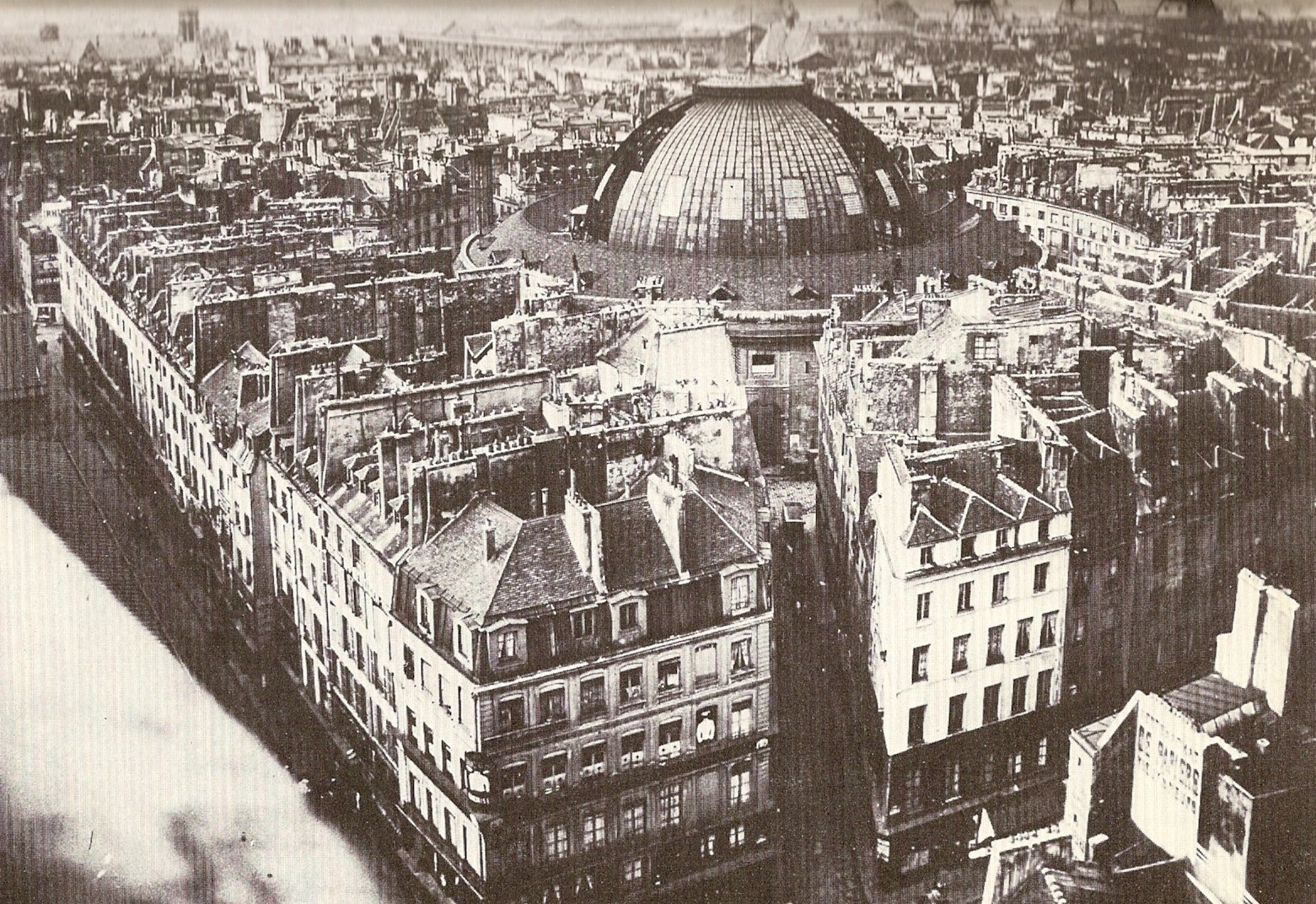
La Sala de granos en el tejido urbano alrededor de 1885 poco antes de su rehabilitación

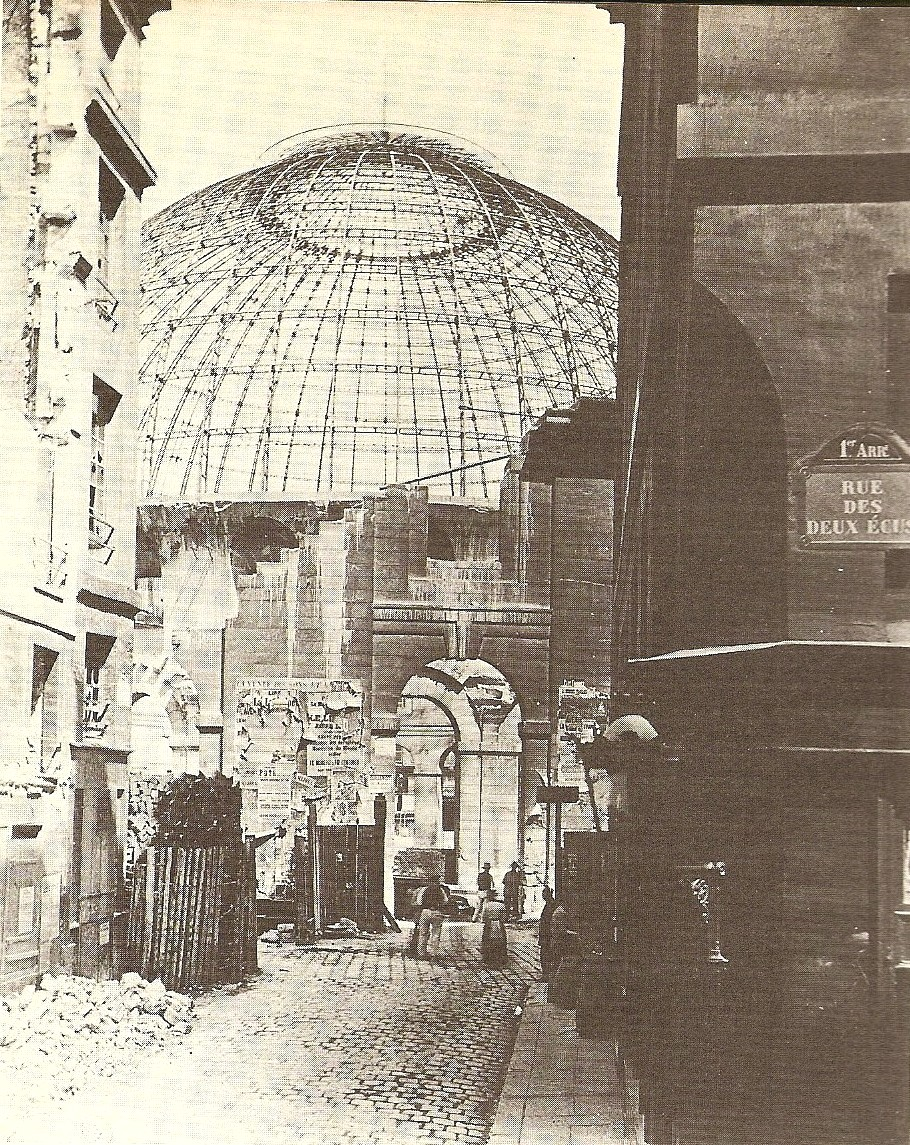
La Sala de granos en el momento de su rehabilitación en 1887

El edificio fue arrasado de nuevo por un incendio en 1854. La Sala de granos cuya actividad no había cesado de disminuir, se cerró en 1873 y el edificio fue asignado en 1885 a la Cámara de comercio y de industria de París, que la hizo transformar en Bolsa de comercio por el arquitecto Henri Blondel (1821-1897). Éste cambió la cúpula por una de hierro y vidrio, cerró la parte inferior con una mampostería de ladrillo y revistió todo el edificio de piedra. Anteriormente, la Bolsa de Comercio se encontraba en los locales del Palais Brongniart.
El conjunto fue inaugurado el 24 de septiembre de 1889. La ciudad de París transfirió en 1949 la propiedad del edificio a la Cámara de Comercio, por un franco simbólico. La cúpula y la decoración se clasificaron como monumento histórico desde 1986. En 1989 se realizaron importantes obras de restauración.
Muchos mercados a término funcionaban en la Bolsa de comercio desde su creación, primero bajo el control de los sindicatos profesionales. Estaban allí los de trigo, centeno y avenas, harinas, aceites, azúcares, alcoholes y cauchos. El colapso de los precios del trigo en 1929 llevó a la reforma de 1935 que creó la Compagnie des Commissionnaires (Compañía de Comisionistas), confirmada por una ley de 1950.
Después de la Segunda Guerra Mundial, los mercados a término se abrieron poco a poco a la internacionalización y diversas mercancías, azúcar blanca, cacao, café (conjuntamente con Le Havre), patata (con Tourcoing), harina de soja, colza fueron tratados allí por lotes en la subasta. Las negociaciones fueron gestionadas y controladas sucesivamente por la Compagnie des Commissionnaires Agréés (Compañía de Comisionistas Asociados), el Banque Centrale de Compensation (Banco Central de Compensación) y por MATIF (Marché Internacional Terme a Francia). Con la informatización de los mercados a término, la actividad bolsista de los comerciantes terminó en 1998 en la Bolsa de Comercio de París. Continuó como un mercado electrónico en el seno de Euronext.
Casi todo del monumento fue luego ocupado ahora por la Cámara de Comercio e Industria de París que lo gestionaba y ofrecía, especialmente, servicios para la creación de empresas, el centro de formalización de empresas y muchas propuestas para apoyar a las PYME. En el espacio bajo la cúpula se llevan a cabo regularmente muchas exposiciones.

### Sede parisina de la colección Pinault
El 27 de abril de 2016 la alcaldesa de París, Anne Hidalgo, y François Pinault anunciaron la salida de la cámara de comercio y la presentación de parte de las colecciones de arte contemporáneo del empresario, gestionadas por Pinault Collection, en el edificio circular. El centro funcionará en coordinación con los de la Colección Pinault ubicada en Venecia y presentará 10 exposiciones al año.
La Bolsa, que era de propiedad privada, fue recomprada por 86 millones de euros por el Ayuntamiento de París, que luego confió su gestión a una filial de Artémis mediante un contrato de arrendamiento de cincuenta años.  Poco después, el Ayuntamiento de París aprobó el proyecto de transformación del edificio en un espacio expositivo de arte contemporáneo, incluyendo piezas de su colección privada de más de 3500 obras valoradas en unos 1250 millones de euros.
Los arquitectos contratados por Pinault fueron Tadao Andō, que había trabajado en el Palazzo Grassi y en Punta della Dogana, los dos sitios venecianos de la Colección Pinault; Pierre-Antoine Gatier, arquitecto jefe de monumentos históricos; Lucie Niney y Thibault Marca, que habían trabajado en una residencia de artistas en Lens para Pinault; y el grupo Setec como ingeniería. En 2017, Pinault presentó públicamente los planos de Tadao Ando para colocar un cilindro de hormigón de más de 9 m de altura dentro del edificio para que fuera la principal galería de exposiciones de la Bolsa, a un costo de construcción de 170 millones de dólares.
Con una superficie de más de 10 500 m² será el más grande de los tres museos operados por Pinault. Tendrá  3000 m² de espacio de exhibición, un auditorio subterráneo  y un restaurante en la tercera planta a cargo del chef francés Michel Bras.
La fecha de apertura inicial de la Bolsa se había fijado para el verano de 2020, antes de que se retrasara debido a la pandemia de COVID-19 en Francia. En cambio, abrirá a mediados de mayo de 2021. El costo final de la renovación fue de $ 195 millones. La exposición inaugural se denominará Ouverture, en referencia a la pieza introductoria que se canta al comienzo de una ópera. La exposición inicial presentará las obras de varios artistas internacionales como Kerry James Marshall, Marlene Dumas, Luc Tuymans y Cindy Sherman.

Bourse de commerce de Paris — Musée Pinault
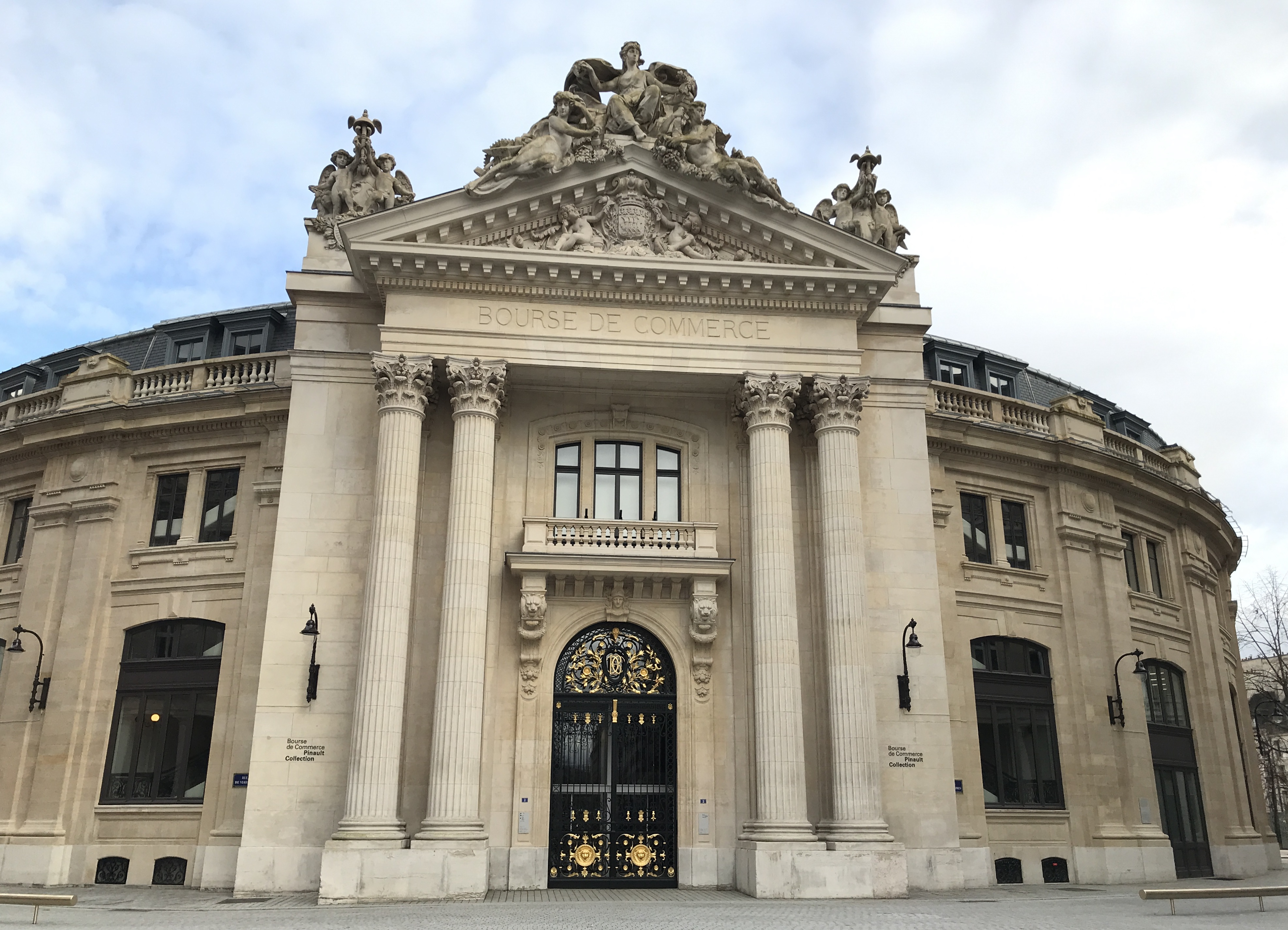
Fachada del museo Pinault
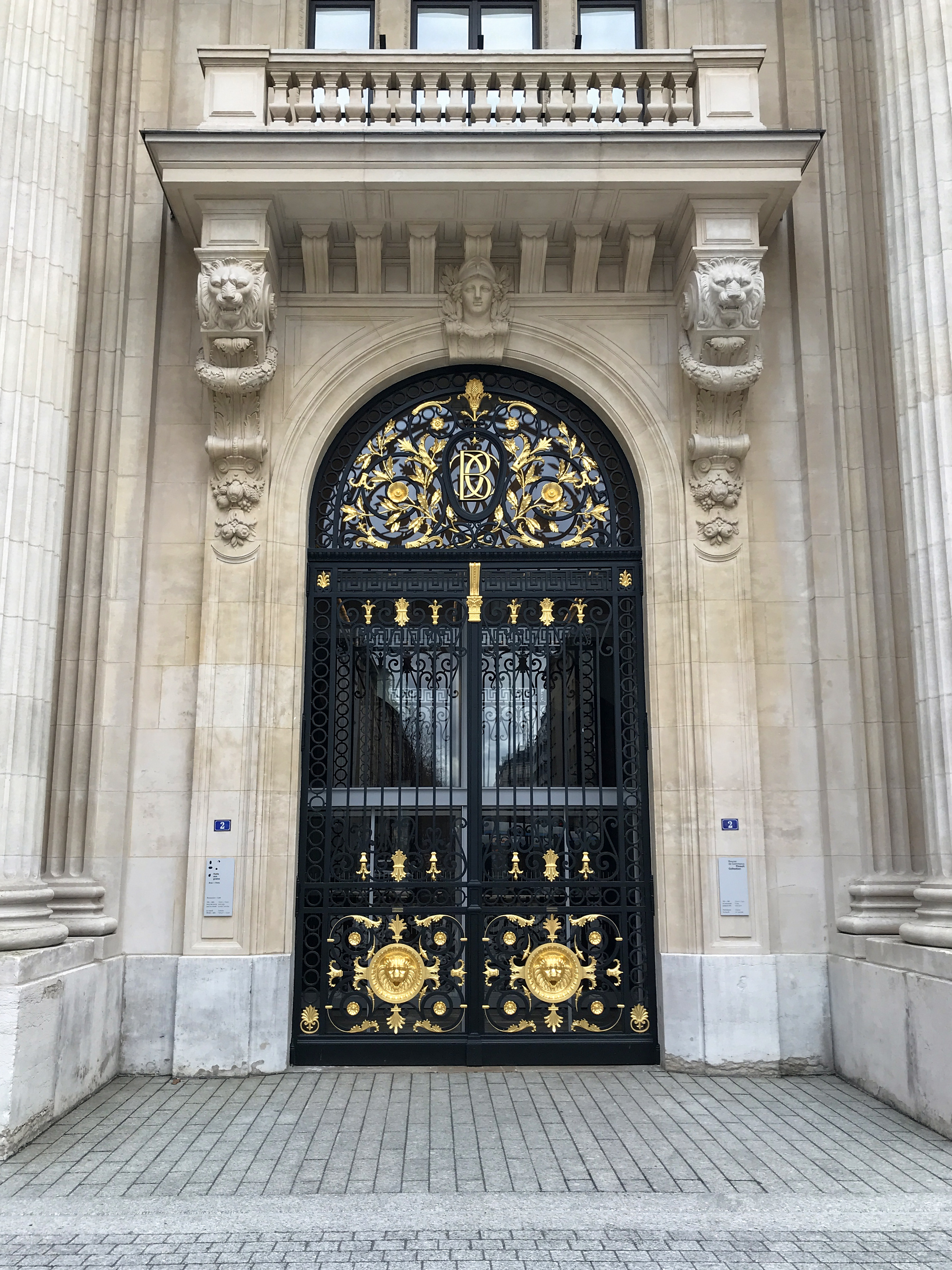
Puerta del museo Pinault
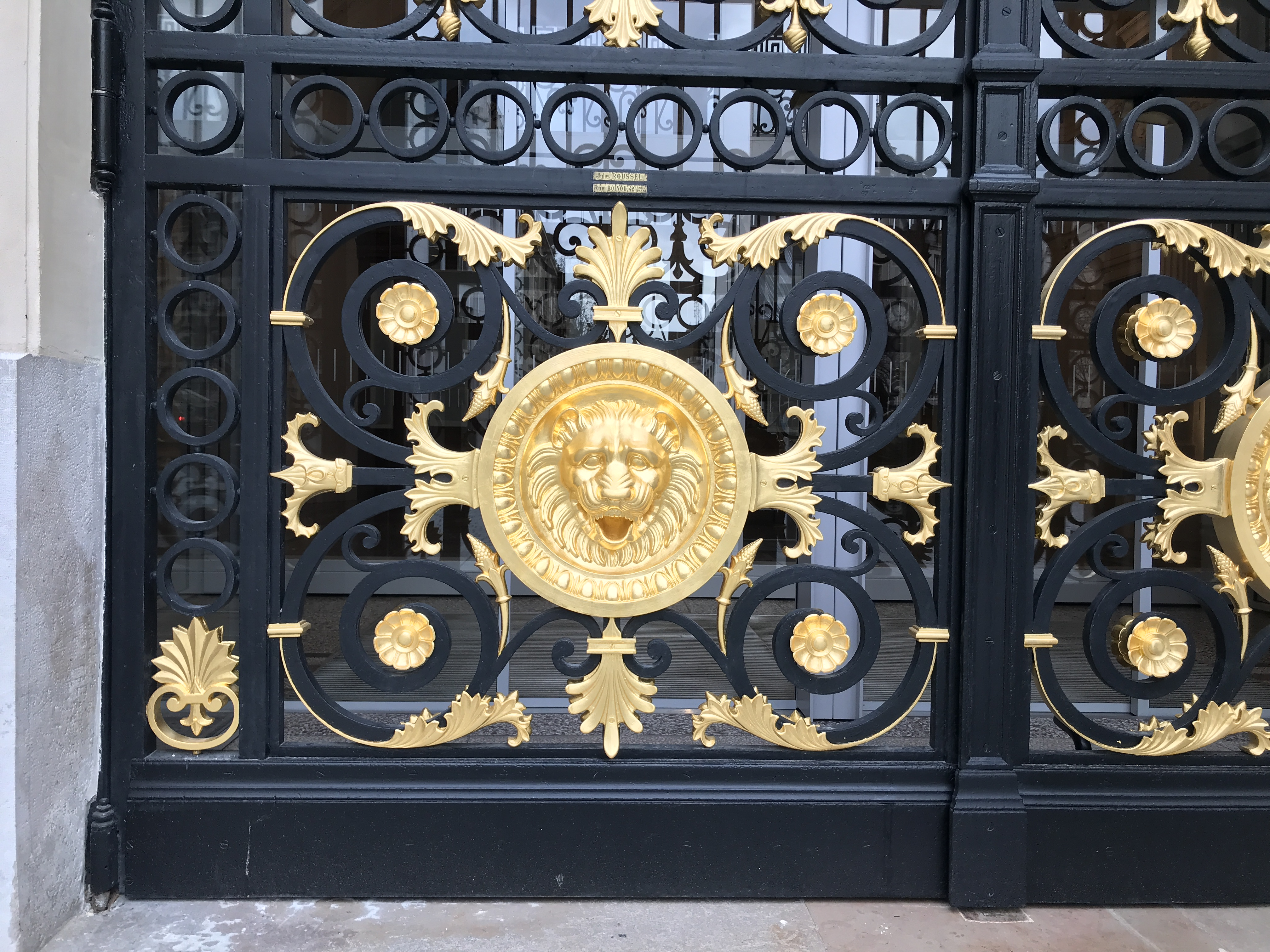
Puerta del museo Pinault (detalle)
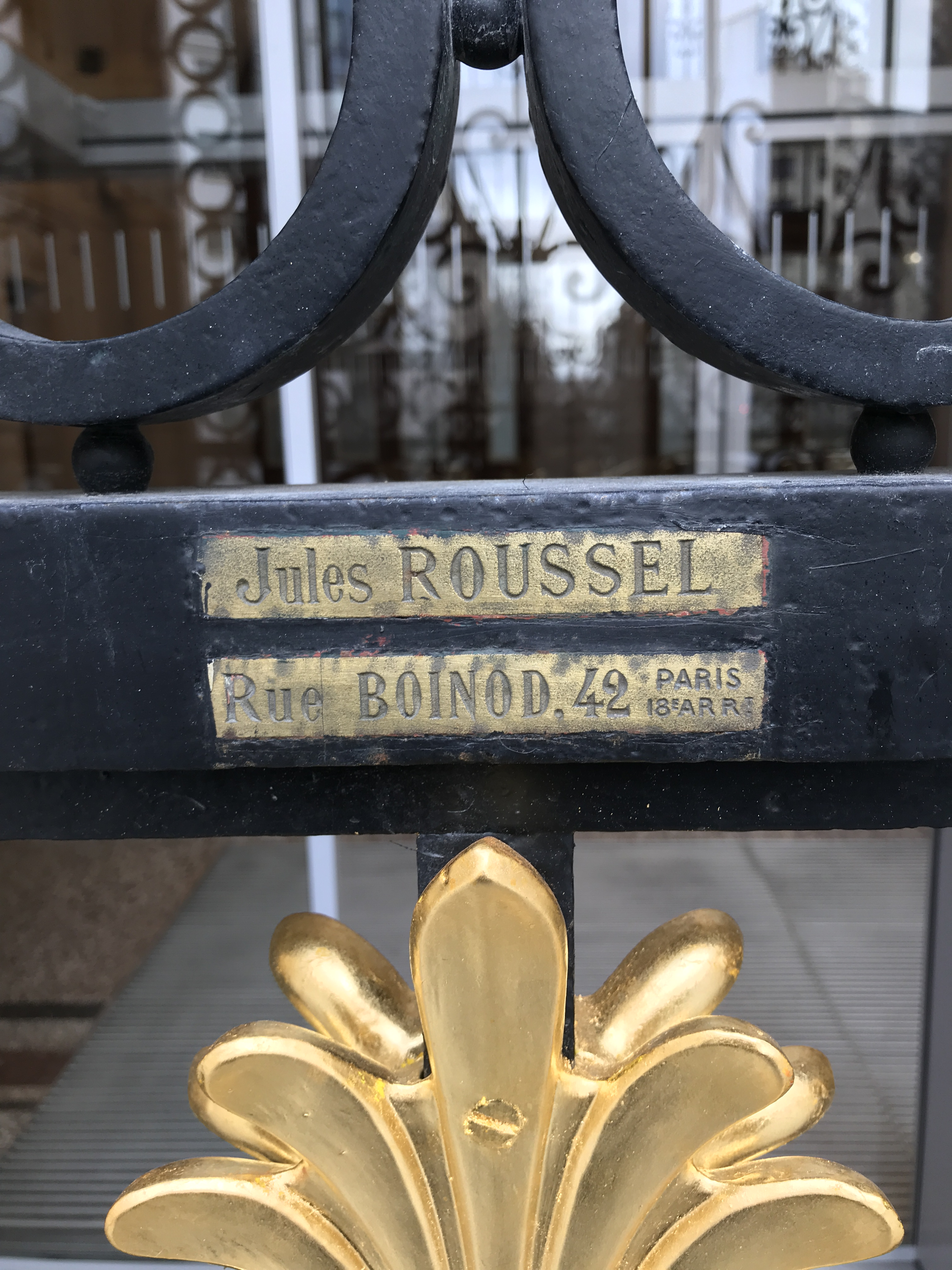
Puerta del museo Pinault (detalle)

## Arquitectura
Henri Blondel conservó la estructura del anillo diseñada por Le Camus de Mezieres y la estructura de hierro de la carpintería de Bélanger, que eran las dos disposiciones más notables de la edificación anterior.
La entrada monumental del edificio se abre con un pórtico, que se encuentra al oeste del edificio frente a la rue du Colonel-Driant, rematada por un frontón sostenido por cuatro columnas corintias estriadas, que soportan tres figuras alegóricas, obra del escultor Aristide Croisy, que representan la ciudad de París, flanqueada por la Abundancia y el Comercio.
El interior está decorado con paneles pintados que representan personajes que simbolizan los cuatro puntos cardinales, de Alexis-Joseph Mazerolle, y frescos monumentales que evocan la historia del comercio entre los Cinco continentes de Évariste-Vital Luminais (América), Désiré François Laugée (Rusia y el Norte), Victor Georges Clairin (Asia y África) e Hippolyte Lucas (Europa).

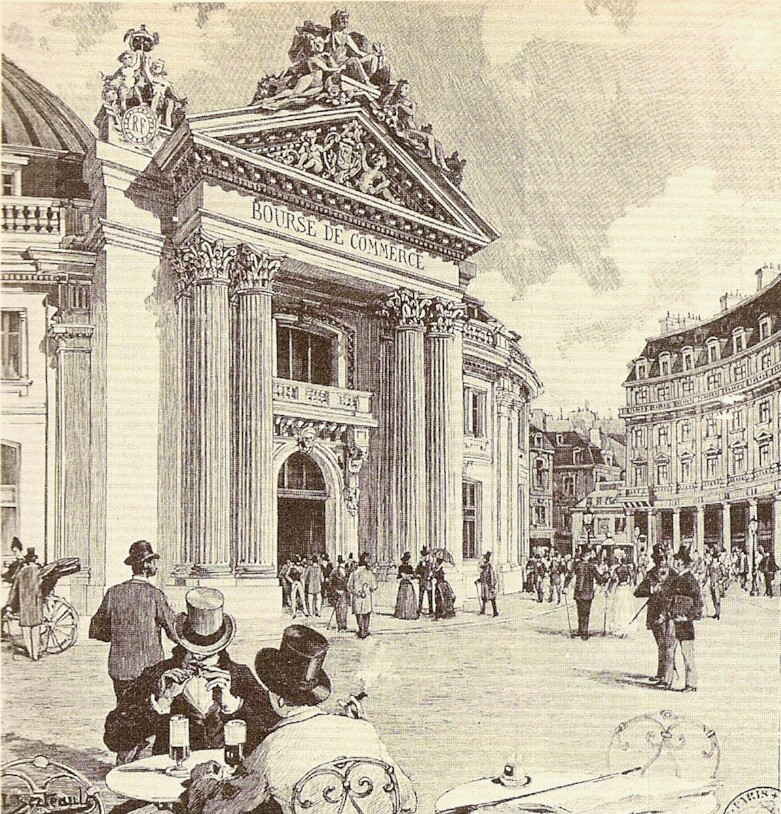
Pórtico de la Bolsa de comercio
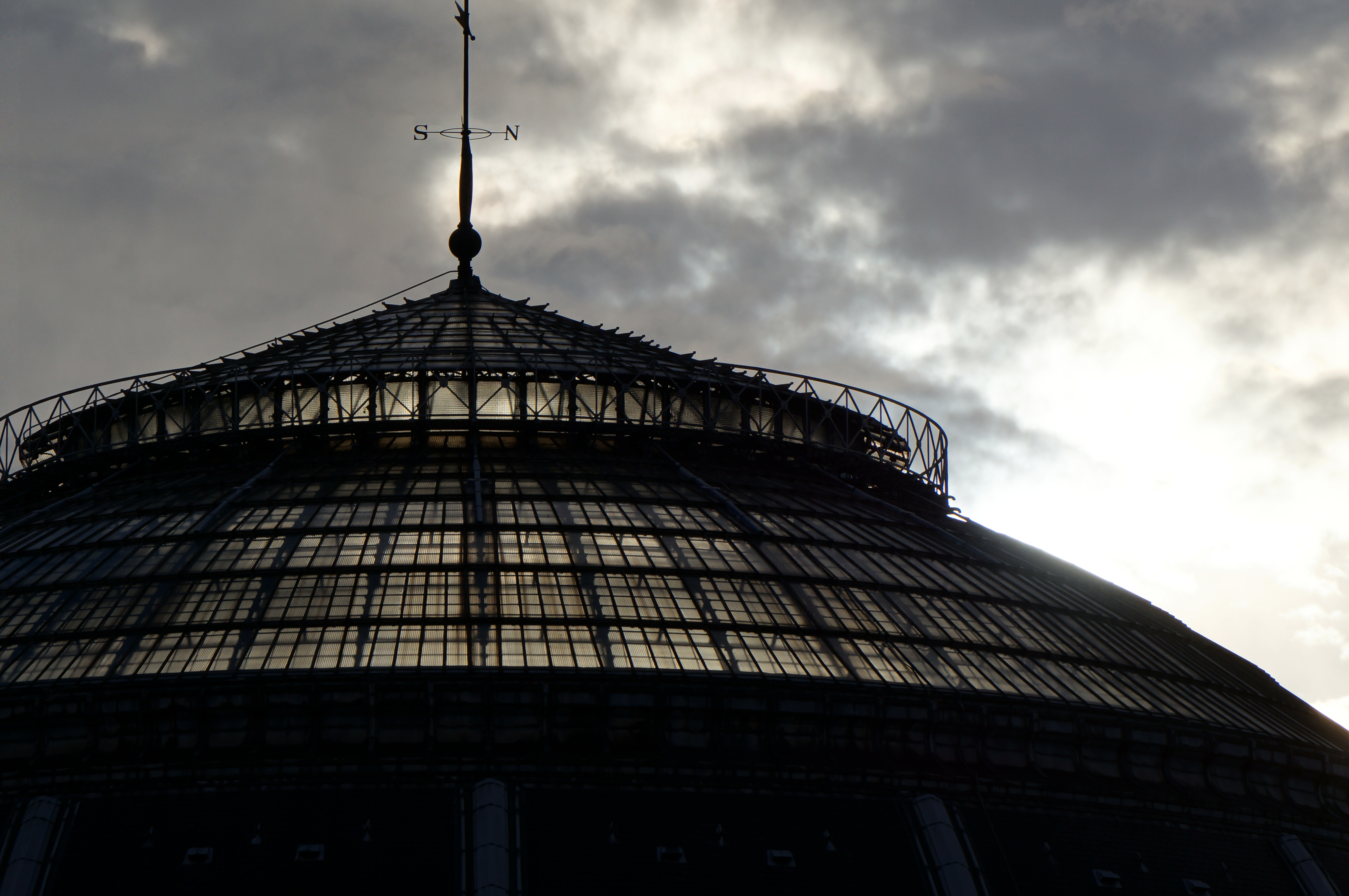
Detalle de la cúpula
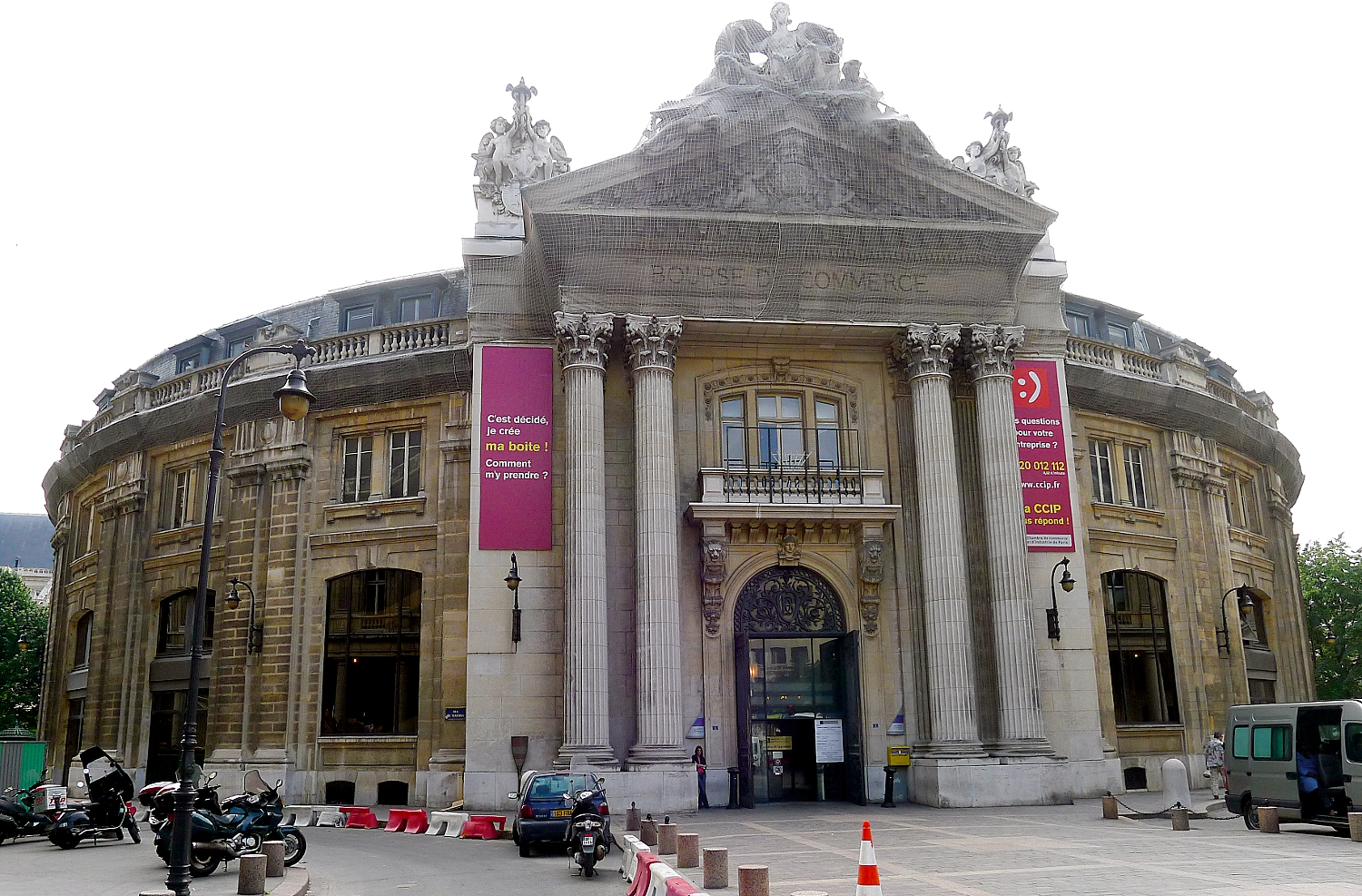
Vista exterior en 2011
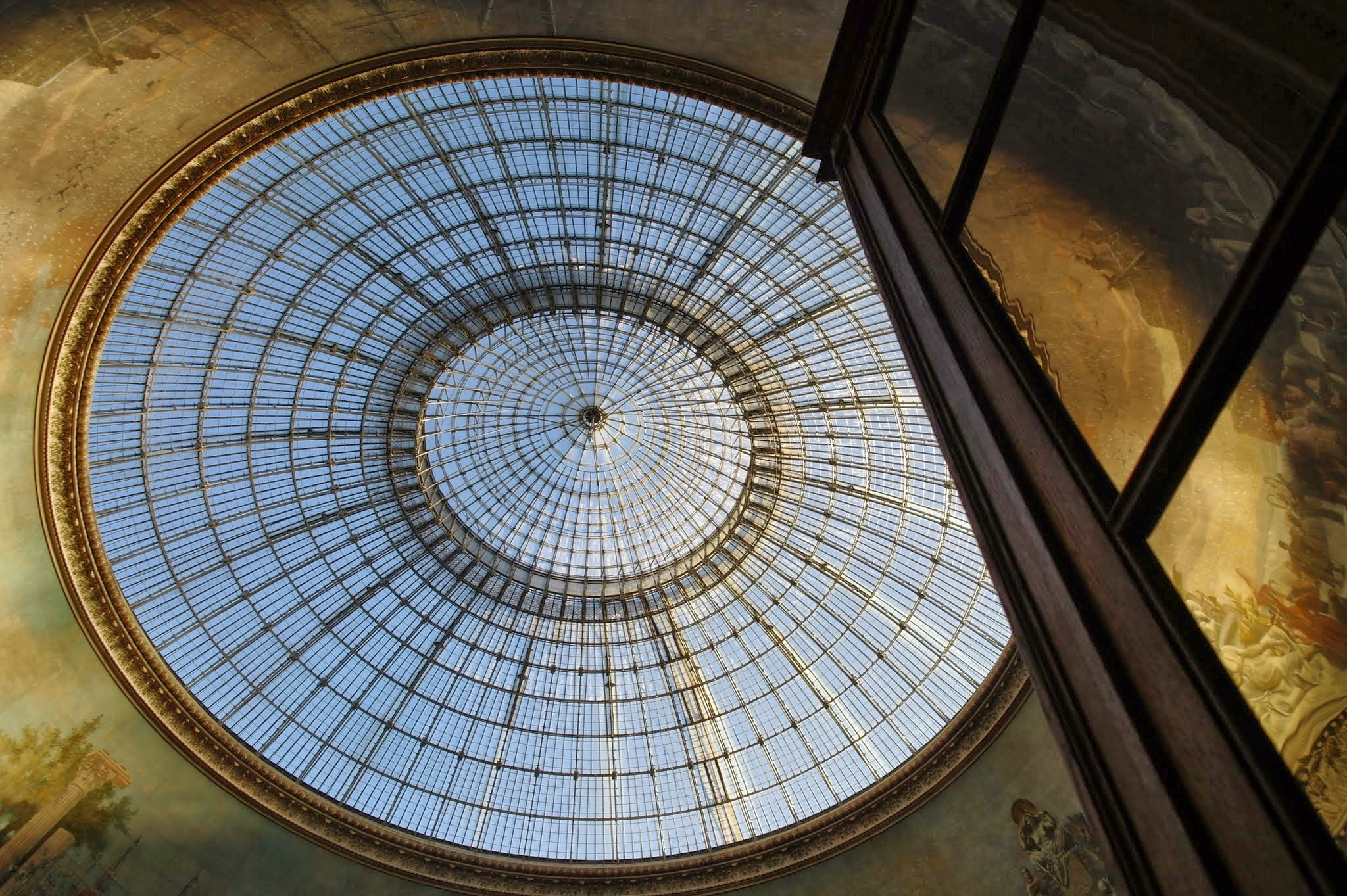
Interior de la cúpula
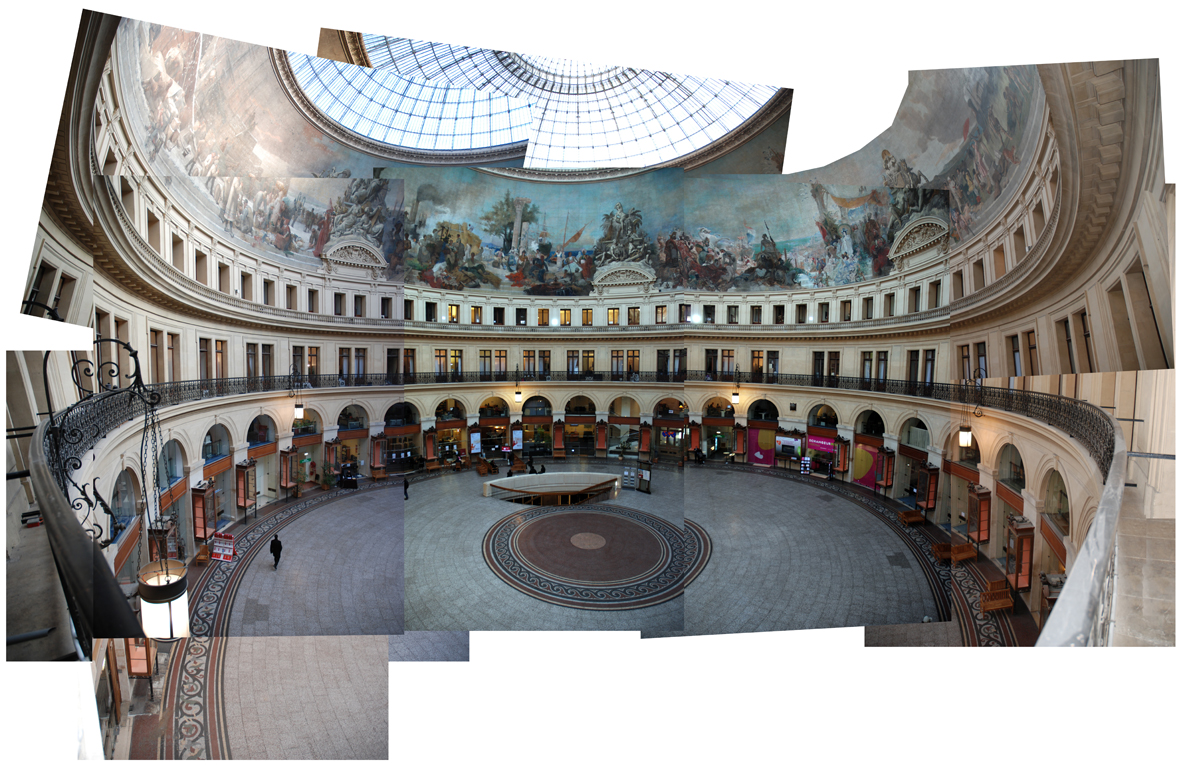
Patio interior bajo la cúpula